# آندریا هوروت
آندریا هوروت (انگلیسی: Andrea Horwath; ۲۴ اکتبر ۱۹۶۲ – ) سیاستمدار کانادایی و رهبر حزب دموکرات جدید استان انتاریو است. وی در سال ۲۰۰۹ به عنوان رهبری این حزب برگزیده و اولین زنی بود که در حزب دموکرات جدید استان انتاریو به این سمت انتخاب شد.